# キララ星人応答せよ
『キララ星人応答せよ』（キララせいじんおうとうせよ）は、大島弓子による日本の漫画作品、およびそれを中心とした作品集。表題作は『週刊マーガレット』1974年10号に掲載された。
編集担当からの京都のおみやげで「雲母漬け」をいただき、その語感が独特であったため、タイトルに採用したものであるという。

## あらすじ
賢数学院の生徒、羽生望はアマチュア無線に夢中である高校生であり、国会図書館で勉強するという名目で、新任講師からは目をつけられていた。ある放課後、その新任講師の子供と称する少女、きららにつきまとわれる。彼女は試験のヤマを望に教えるといい、望の勤めるアイスクリームパーラーまで押しかけてきた。その夜、兄の勝美に内緒で購入した無線機のことが露顕し、非難される。
翌日の数学の試験問題は、きららのヤマの通りの問題だった。姉からも成績が下がっていることを指摘された望は、次の日の英語の試験で、きららの言う通りのカンニングをするが、発覚する。望は試験をボイコットし、婚約者との婚約を解消しようとしてる姉に自分のことは勘当したと伝えて欲しいというメモを残し、そのまま家出をしてしまう。そして、大切にしていた無線機を売って、当座の資金を得ようとするが、どうしても売却することができなかった。そして、そのまま雪の降る公園で倒れてしまった。
気づくと、望は宇宙船の中におり、新任講師ときららがその中にいた。彼らは望も同じキララ星人であり、母星では、望の生活を通して地球の存続を決めることになっていたと語る。今、望が自殺をしようとして地球を見捨てたのだから、地球を破壊すると宣告した…。

## 登場人物
羽生望（はにゅう のぞみ）
主人公で愛称はノン。耳を動かす特技がある。クラスでは100人中、92番の成績。表向きは国会図書館で受験勉強をしていることになっているが、実はアイスクリームパーラーDavidでアルバイトをしている。兄の勝美とともに姉に育てられ、その恩返しとして、姉の幸せを祈るべく最優秀の成績をとることを兄とともに誓っていた。姉から貰った学校の後期の寄付金とアルバイトの給金の前借りでハムの無線機を購入している。きららの瞳に、自分と同じはみ出し者の雰囲気を感じ、カンニングを決意する。
きらら
望につきまとっていた、望の担任の新任講師望の娘。一人称はオレ。7歳のころからグリーンランドで生活しており、母親をなくし、父親と二人で暮らしている。父親のように極地で死後とをするのが夢。成績を望の姉の婚約者の家に報告していた。カンニングのことが父親に露顕して頬を殴られており、その跡を窓からみかけた望がカンニングペーパーを落としたことで、不正が発覚した。公園で望が倒れていたのを発見している。実は、望の婚約者、ただあきのいとこであり、彼のことをひそかに好いており、彼が祝福されて結婚することを望んでいた。
きららの父（雪男）
賢数学院の新任講師で、望の担任。望に「雪男」と形容されるほどの毛むくじゃらな容姿をしている。親戚からはきららとともに「下品」と評されている。生徒指導に厳しく、授業を聞いていない望に頭から水をかぶせたり、廊下で試験を受けろと言ったり、娘にそそのかされてカンニングをした望を娘同様、殴っている。雪氷学を研究しており、1年のうち北極や南極へ何度も行っている。ただおき側の唯一の肉親として、娘とともにいとこの結婚を祝福している。
羽生勝美（はにゅう かつみ）
望の兄。最高大学の首席で、家庭教師のアルバイトをしている。望の無線機購入に激怒し、スキー靴を買うための金を弟の学校の寄付金代として与え、スパルタ教育を弟にほどこしている。
勝美・望の姉
両親がなくなってから10年間、二人の弟たちを育てている。望の成績が下がったことを婚約者の母親より知らされ、心配している。望が国会図書館で勉強していないことも確かめている。望が試験をボイコットしたことを知り、婚約者との関係を破談にする決意をする。
ただあき
望の姉の婚約者。親族は全員が物理学者で、祖父はノーベル賞を受賞している。おじである、きららの父を尊敬しており、周囲の反対を押し切って、望の姉と結婚する。

## 解説
- 斎藤次郎は、この作品の魅力は最後の一コマの望の表情であり、「キララ星人、ぼくは人生を愛しています。地球も愛しています。いつかきみに会えるかしら」というメッセージにも実感がこめられており、望が「キララ星人」の幻想から解放されてはおらず、その意味で夢と現実が交錯する世界が描かれているところだと述べている[2]。

## 同時収録作品

### F式蘭丸
『月刊セブンティーン』（集英社）1976年8月号・9月号に掲載。

### 10月はふたつある
『JOTOMO』（小学館）1975年10月号に掲載。

### 花!花!ピーピー草…花!
『週刊マーガレット』（集英社）1973年20号に掲載。

## 単行本
- 『ミモザ館でつかまえて』 朝日ソノラマ、サンコミックス（1975年1月25日刊）
  - 収録作品 -『ミモザ館でつかまえて』・『花!花!ピーピー草…花!』・『キララ星人応答せよ』・『さよならヘルムート』・『星にいく汽車』
- 『大島弓子名作集』朝日ソノラマ（1977年5月25日刊）
  - 収録作品 -『夏の夜の夢』・『野イバラ荘園』・『ほたるの泉』・『海にいるのは…』・『花・花!ピーピー草…花!』・『ほうせんか・ぱん』『キララ星人応答せよ』・『すべて緑になる日まで』・『ユーミン』・『ジョカへ……』・『ミモザ館でつかまえて』
- 『キララ星人応答せよ』 小学館（小学館文庫）（1979年12月20日刊）
  - 収録作品 -『キララ星人応答せよ』・『F式蘭丸』・『10月はふたつある』・『花!花!ピーピー草…花!』
- 『大島弓子選集第3巻  ジョカへ』 朝日ソノラマ（1986年3月20日刊）
  - 収録作品 -『春休み』・『ジョカへ…』・『花!花!ピーピー草････花!』・『野イバラ荘園』・『季節風にのって』・『ロジオン ロマーヌイチ ラスコリーニコフ』・『キララ星人応答せよ』
- 『なずなよ なずな』白泉社、白泉社文庫（2002年6月19日刊）
  - 収録作品 -『なずなよ なずな』・『ロジオン ロマーヌイチ ラスコーリニコフ -罪と罰より-』・『キララ星人応答せよ』